# 臺南市私立南英高級商工職業學校
22°59′09″N 120°12′00″E / 22.985709°N 120.199976°E
臺南市私立南英高級商工職業學校，簡稱南英商工，創立於1917年，台灣日治時期成立的學校，位於臺南市中西區的私立高職。

## 歷史

### 日治時期
1917年10月30日台南學堂創校。1922年11月立案正名私立台南學堂。1924年9月申請立案私立台灣商業學院，1929年2月校舍新建完成，遷入台南市鹽埕永福路1段149號（南英商工現址）。1933年3月，私立台灣商業學院，增設專修科增加修業年限1年，成為四年制專修科商業學院。

### 戰後時期
1946年8月，私立南英商業職業學校（校名取赤崁城南地理位置、又意為南方菁英）。1946年改為三三制高、初級商業學校，初級部以原班底學生繼續辦理，高級部於1946年正式招收。1950年5月核准立案，正式定名「台南私立南英商業職業學校」。1960年奉准兼收女生。1968年6月，改名台灣省台南市私立南英高級商工職業學校。1968年配合九年國民義務教育；停止招收初級部，增設工業類科，校名易名為台灣省台南市私立南英高級商工職業學校；並附設高級商工職業進修學校。2017年創校一百年。

## 歷任校長
日治時期
- 第1任，秋田貴融，1920年—1922年
- 第2任，世良義成，1922年—1923年
- 第3任，石橋慧空，1923年—1945年9月

戰後時期
- 第1任，許仲瓙，1945年10月—1946年10月
- 第2任，商滿生，1946年11月—1947年5月
- 第3任，林川貝，1947年6月—1947年11月
- 第4任，許仲瓙，1947年12月—1977年6月
- 第5任，羅金彰，1977年7月—1995年12月
- 第6任，陳信男，1996年1月—2008年1月
- 第7任，陳志隆，2008年2月—迄今

## 外部連結
- 官方网站
- 臺南市私立南英高級商工職業學校在台灣棒球維基館上的頁面（繁體中文）